# Redrum
«Redrum» — 6-й эпизод 8-го сезона сериала «Секретные материалы». Премьера состоялась 10 декабря 2000 года на телеканале FOX. Эпизод принадлежит к типу «монстр недели» и не связан с основной «мифологией сериала», заданной в первой серии. Режиссёр — Питер Маркл, авторы сценария — Стивен Маэда и Дэниел Аркин, приглашённые актёры — Джо Мортон, Ли Дункан, Энн-Мари Джонсон, Дэнни Трехо, Гай Торри, Беллами Янг.
Название эпизода означает написанное задом наперёд слово murder — убийство. Оно стало известным после появления в романе Стивена Кинга «Сияние» и в фильме Стэнли Кубрика.
В США серия получила рейтинг домохозяйств Нильсена, равный 8,1, который означает, что в день выхода серию посмотрели 13,2 миллионов человек.
Главные герои серии — Дана Скалли (Джиллиан Андерсон) и её новый напарник Джон Доггетт (Роберт Патрик), агенты ФБР, расследующие сложно поддающиеся научному объяснению преступления, называемые «Секретными материалами».

## Сюжет
Юрист Мартин Уэллс, друг Доггетта, пытается очистить своё имя после убийства его жены. Но внезапно для него время начинает течь наоборот, день за днем. Это приводит к путанице, но дает ему понять, кто на самом деле убил его жену.